# Santi Apostoli (Napulj)
Santi Apostoli je barokna crkva u Napulju, kampanija, južna Italija.
Legenda kaže da je crkvu na tom mjestu sagradio car Konstantin na vrhu Merkurova hrama. Obnovila ju je obitelj Caracciolo, a 1570. ustupljena je teatinskom redu. Do 1590., susjedni klaustar i samostan projektirao je Francesco Grimaldi. Početkom 17. stoljeća rekonstruirao ju je Giacomo Conforti. Godine 1638. rad je nastavio Bartolomeo Picchiatti. U 19. stoljeću teatinski red je potisnut, a crkva predana upravi. Potres je oštetio kupolu. Crkva sada pripada Liceo Artistico Statale di Napoli.
Kontrafasadu i stropne ploče freskama je oslikao Giovanni Lanfranco 1640-ih. Ploče sadrže sljedeće prikaze: mučeništvo apostola Šimuna i Giuda; mučeništvo svetog Tome apostola; mučeništvo svetog Bartolomeja; mučeništvo svetog Mateja; mučeništvo svetog Ivana evanđelista; slava apostola, vrline, proroka, patrijarha i konačno četiri evanđelista na pandantivima kupole.
Na kupoli je velika freska s prikazom raja (1684.) Giovannija Battiste Benasce, koji je oslikao i freske u kapeli sv. Mihovila. Ova kapela ima sliku Marca da Siene. Lunete u ovoj kapeli naslikali su Giordano i Solimena. Iznad glavnih vrata nalazi se Vivianijeva slika Bazena za iscjeljivanje. Glavni oltar izradio je Fuga. U koru je pet Solimeninih platna. Oltar u kapeli obitelji Filomarino s desne strane glavnog oltara projektirao je 1647. godine Borromini. Kapela ima mozaike koje je izradio Giovanni Battista Calandra i kopirao sa slika Renija. Reljef na oltaru četiri evanđelistička simbola djelo je Françoisa Duquesnoya, a dva mramorna lava Giuliana Finellija. Sakristija je sagrađena 1626. godine po nacrtima Ferdinanda Sanfelicea. Kriptu je freskama oslikao Belisario Corenzio.

## Vanjske poveznice
|  | Zajednički poslužitelj ima još gradiva o temi Santi Apostoli (Napulj) |